# En snut på hugget 2
En snut på hugget 2 (engelska: K-911) är en amerikansk komedifilm från 1999 i regi av Charles T. Kanganis. Huvudrollen som polisen Michael Dooley spelas av James Belushi. Filmen är en uppföljare till En snut på hugget (1989) och följdes av K-9: P.I. (2002). Filmen släpptes direkt till video.

## Handling
Polisen Michael Dooley och hans polishund Jerry Lee ger sig ut för att hitta en sjuk och mordisk man som försöker döda Dooley. Varken Dooley eller Jerry Lee är i toppform och försöker även komma i form igen. De blir dessutom ofrivilligt kollegor till hundföraren Wendy Welles och dobermannen Zeus.

## Rollista i urval
- James Belushi - Kriminalpolis Michael Dooley
- Christine Tucci - Sgt. Wendy Welles
- James Handy - Capt. Byers
- Wade Williams - Devon Lane
- Vincent Castellanos - Harry Stripe
- Ron Yuan - Jackie Hammonds
- Mac, Sonto, Reno - Jerry Lee
- Lucan, Taze, Jasmine - Zeus